# E-Prix de Mónaco
El e-Prix de Mónaco es una carrera de automovilismo valida para el Campeonato Mundial de Fórmula E que se disputa anualmente con monoplazas en el circuito de Mónaco, ubicado entre los distritos de Montecarlo y La Condamine, dentro del Principado de Mónaco.
Su primera edición fue en la temporada 2014-15, donde el piloto suizo Sébastien Buemi, en ese entonces del equipo Renault, se llevó la victoria al marcar un tiempo de 48:05.225, finalizando la carrera delante de los brasileños Lucas di Grassi (equipo Audi Sport ABT) y Nelson Piquet, Jr. (equipo China Racing) respectivamente. En total se han realizado 5 e-Prix desde entonces, siendo el piloto antes mencionado (Sébastien Buemi) el más ganador con 2 victorias, 2015 y 2017, seguido del francés Jean-Éric Vergne, el portugués Antonio Félix da Costa, y el belga Stoffel Vandoorne con 1 victoria cada uno.

## Historia
El 18 de septiembre de 2014 se anunció que la Fórmula E competiría en una versión más corta del circuito original de Monte Carlo para la temporada 2014-15. En esta versión se pierde la colina, Plaza Casino, la horquilla icónica, el famoso túnel y la chicana. Para la temporada 2020-21, se utilizará por primera vez el diseño original.
Mónaco no estaba programado para estar en el calendario para la segunda temporada de Fórmula E porque toma la semana libre en el calendario dejado por el Gran Premio Histórico de Mónaco de cada dos años. El jefe de la serie Alejandro Agag reveló que una carrera en París reemplazó al ePrix de Mónaco para el 2016, y retornó para la temporada 2016-17 de Fórmula E.
Durante la temporada 2020-21, se anunció que el e-Prix sería anual en vez de bianual, que se correría en el trazado original salvo por la chicane de la entrada en el túnel, sin embargo una edición después del e-Prix, se anunció que se utilizaría el circuito de Mónaco original al 100%, es decir, idéntico al que se usa en Fórmula 1.

## Ganadores
| Edición | Piloto                 | Equipo          | Circuito       | Resultados     |
| ------- | ---------------------- | --------------- | -------------- | -------------- |
| 2014-15 | Sébastien Buemi        | Renault         | Mónaco         | Resultados     |
| 2015-16 | No se disputó.         | No se disputó.  | No se disputó. | No se disputó. |
| 2016-17 | Sébastien Buemi (2)    | Renault         | Mónaco         | Resultados     |
| 2017-18 | No se disputó.         | No se disputó.  | No se disputó. | No se disputó. |
| 2018-19 | Jean-Éric Vergne       | Techeetah-DS    | Mónaco         | Resultados     |
| 2019-20 | No se disputó.         | No se disputó.  | No se disputó. | No se disputó. |
| 2020-21 | Antonio Félix da Costa | Techeetah-DS    | Mónaco         | Resultados     |
| 2021-22 | Stoffel Vandoorne      | Mercedes        | Mónaco         | Resultados     |
| 2022-23 | Nick Cassidy           | Envision-Jaguar | Mónaco         | Resultados     |
| 2023-24 | Mitch Evans            | Jaguar          | Mónaco         | Resultados     |
| 2024-25 | Oliver Rowland         | Nissan          | Mónaco         | Resultados     |
| 2024-25 | Sébastien Buemi (3)    | Envision-Jaguar | Mónaco         | Resultados     |

## Estadísticas

### Pilotos con más victorias
| Victorias | Piloto                 | Años             |
| --------- | ---------------------- | ---------------- |
| 3         | Sébastien Buemi        | 2015, 2017, 2025 |
| 1         | Jean-Éric Vergne       | 2019             |
| 1         | Antonio Félix da Costa | 2021             |
| 1         | Stoffel Vandoorne      | 2022             |
| 1         | Nick Cassidy           | 2023             |
| 1         | Mitch Evans            | 2024             |
| 1         | Oliver Rowland         | 2025             |

### Equipos con más victorias
| Victorias | Equipo    | Años       |
| --------- | --------- | ---------- |
| 2         | Renault   | 2015, 2017 |
| 2         | Techeetah | 2019, 2021 |
| 2         | Envision  | 2023, 2025 |
| 1         | Mercedes  | 2022       |
| 1         | Jaguar    | 2024       |
| 1         | Nissan    | 2025       |